# Seeschlacht bei Lagos (1759)
Europäischer Kriegsschauplatz:
Pirna* – Lobositz* – Prag* – Kolin* – Hastenbeck** – Groß-Jägersdorf* – Moys* – Hastenbeck* – Roßbach* – Breslau* – Leuthen* – Rheinberg** – Krefeld** – Domstadtl* – Olmütz* – Mehr** – Zorndorf* – Saint-Cast – Hochkirch* – Bergen** – Kay* – Minden** – Kunersdorf* – Lagos*** – Hoyerswerda* – Bucht von Quiberon*** – Maxen* – Koßdorf* – Landeshut* – Emsdorf** – Warburg** – Liegnitz* – Berlin* – Kloster Kampen** – Torgau* – Döbeln* – Vellinghausen** – Ölper** – Burkersdorf* – Reichenbach* – Freiberg*
(* Dritter Schlesischer Krieg, ** westlicher Kriegsschauplatz – Großbritannien/Kur-Hannover u. a. Alliierte gegen Frankreich, *** Seeschlacht)
Amerikanischer Kriegsschauplatz:
Siebenjähriger Krieg in Nordamerika und der Karibik
Monongahela – Lake George – Carillon – La Belle Famille – Québec – Beauport – Abraham-Ebene – Sainte-Foy – Restigouche – Tacky’s Rebellion – Belagerung von Havanna – Pontiac-Aufstand
Asiatischer Kriegsschauplatz:
Dritter Karnatischer Krieg
Kalkutta – Chandannagar – Plassey – Cuddalore – Negapatam – Condore – Madras – Masulipatam – Pondicherry I – Chinsurah – Wandiwash – Pondicherry II – Manila – Palaris-Aufstand
Die Seeschlacht bei Lagos fand am 18. August 1759 während des Siebenjährigen Kriegs zwischen britischen und französischen Seestreitkräften vor Lagos (Portugal) statt und endete mit einem britischen Sieg.

## Hintergrund
Um den britischen Erfolgen unter William Pitt dem Älteren entgegenzuwirken, plante der französische Außenminister Étienne-François de Choiseul eine Invasion Großbritanniens. Doch drei Jahre nach Kriegsbeginn befanden sich Tausende von französischen Seeleuten in britischer Gefangenschaft, sodass Frankreich Schwierigkeiten hatte, die Flotte mit erfahrenen Besatzungen zu bemannen. Die Franzosen verfügten in heimischen Gewässern über 43 Linienschiffe, die sich auf Brest und Toulon sowie Lorient und Rochefort verteilten. Insgesamt benötigten diese Schiffe eine Besatzung von etwa 25.000 Mann, aber mehr als 9.000 Mann fehlten. Die Briten, denen 55 Schiffe zur Verfügung standen, litten ebenfalls unter einem Mangel an Seeleuten. Anfang des Jahres dienten in der Royal Navy 71.000 Mann. Dennoch war dies nicht ausreichend für alle 300 Schiffe der Marine.
Im Mai 1759 übernahm Edward Boscawen das Kommando über die britische Flotte im Mittelmeer. Seine Aufgabe war es, den Hafen von Toulon zu blockieren und im Falle eines  Durchbruchs den Franzosen zu folgen und sie im Kampf zu stellen.
Ende Juli segelte die Britische Flotte nach Gibraltar, wo sie neue Vorräte aufnahm und die Schiffe überholte. Anfang August erhielt Boscawen die Nachricht, dass die französische Mittelmeerflotte unter Chef d’escadre (Konteradmiral) Jean-François de Bertet de La Clue-Sabran versuchen würde, die Blockade zu durchbrechen, um sich entweder mit der Atlantikflotte vor Brest zu vereinigen oder einen Angriff auf die von den Briten gehaltene Insel Guadeloupe zu unternehmen.
Am 5. August stach de la Clue mit zwölf Linienschiffen und drei Fregatten Richtung Westen in See. Am Mittag des 16. August erreichten sie Gibraltar, wo sie von der britische Fregatte Gibraltar 125 km vor Kap Spartal gesichtet wurden. Nachdem Boscawen davon erfahren hatte, ließ er seine Flotte einsatzbereit machen und nahm um 23:00 Uhr mit seiner Flotte von 15 Linienschiffen und 10 Fregatten die Verfolgung auf. Da Boscawen vermutete, die Franzosen würden sich entweder in Cádiz treffen oder Kap St. Vincent umschiffen und die französische Westküste ansteuern, nahm er Kurs nach Nordwesten.
La Clue stand ebenfalls vor einer schweren Entscheidung. Er wusste, dass seine Flotte einem britischen Angriff schutzlos ausgeliefert wäre, wenn sie sich bei Tageslicht am Ankerplatz von Rota am nordwestlichen Rand der Bucht von Cádiz vereinigte. Der starke Nordostwind würde es außerdem schwierig machen, von Rota aus Cádiz zu erreichen, was wiederum von den Briten blockiert werden konnte. Die einzige Möglichkeit, einem direkten Kampf auszuweichen, war die Flucht in den Atlantik in der Hoffnung, dass die Briten sie in Rota oder Cádiz vermuteten. Da der Kurs, um Cádiz zu erreichen bzw. um Kap St. Vincent zu umfahren, um volle 45 Grad nach Süden abwich und es keine Möglichkeit gab, seinen Schiffen einen nächtlichen Kurswechsel mitzuteilen, blieb La Clue nichts weiter übrig, als seine Segel zu reffen in der Hoffnung, dass dies seinen Schiffen genug Zeit geben würde, seine Kursänderung zu bemerken und ihm auf den neuen Kurs zu folgen. Die Kursänderung von La Clue wurde jedoch von acht seiner Schiffe entweder nicht gesehen oder absichtlich ignoriert.

## Die Schlacht
Gegen 6:00 Uhr morgens kam eine Gruppe großer Schiffe in Sicht, worauf La Clue beidrehen ließ, weil er sie für den fehlenden Teil seiner Flotte hielt. Als jedoch weitere Segel am Horizont erschienen, wurde klar, dass es sich um britische Schiffe handelte. Die Briten konnten schnell zu den französischen Schiffen aufschließen, und gegen 13:30 Uhr eröffneten die Franzosen das Feuer. Da Boscawen erkannte, dass die Franzosen fliehen würden, sobald die Brise sie erreichte, signalisierte er den Linienschiffen Guernsey und America, vorzustoßen und der französischen Vorhut den Weg abzuschneiden, bis die übrigen Schiffe aufgeschlossen hätten.
Nach einem heftigen Gefecht wurde das britische Flaggschiff Namur derart beschädigt, dass es aus der Gefechtslinie ausscheren musste. Das französische 74-Kanonen-Linienschiff Centaure strich die Flagge, nachdem es die Hauptlast des Kampfes getragen hatte und zum Wrack geschossen worden war. De la Clue versuchte, den Ausfall des gegnerischen Flaggschiffs zu nutzen, brach den Kampf ab und ließ alle Segel setzen, um den Briten zu entkommen. Boscawen wechselte auf die Newark und ordnete von dort aus eine allgemeine Verfolgung der Franzosen an. In der folgenden Nacht gelang es zwei französischen Schiffen, durch einen Kurswechsel zu entkommen, der Rest versuchte, unter den Kanonen der Festung Lagos im neutralen Portugal Schutz zu finden. Hierbei lief das französische Flaggschiff Océan (80 Kanonen) auf Grund, wurde von der Besatzung aufgegeben und von den Briten in Brand gesteckt. Zerstört wurde ebenfalls die Redoutable (74 Kanonen), während die Téméraire (74 Kanonen) und die Modeste (64 Kanonen) kapitulierten und von den Briten übernommen wurden. Etwa 2.000 Franzosen gerieten in Gefangenschaft. Die weitgehende Vernichtung der französischen Mittelmeerflotte spielte eine wichtige Rolle dabei, die Franzosen zur Aufgabe ihres Invasionsplans zu bewegen. Die eroberten Schiffe wurden in die Royal Navy übernommen.

## Nachwirkungen
Die Franzosen hatten 500 Gefallene, Verwundete oder Gefangene zu beklagen, während auf britischer Seite 56 Tote und 196 Verwundete verzeichnet wurden. La Clue überlebte schwer verletzt und wurde fünf Jahre später zum Lieutenant-général (Vizeadmiral) befördert. Die Schlacht selbst hatte keinen Einfluss auf die französischen Pläne einer Invasion.

## Schlachtordnung

### Großbritannien
| Admiral Edward Boscawen’s Flotte | Admiral Edward Boscawen’s Flotte | Admiral Edward Boscawen’s Flotte | Admiral Edward Boscawen’s Flotte | Admiral Edward Boscawen’s Flotte | Admiral Edward Boscawen’s Flotte | Admiral Edward Boscawen’s Flotte |
| Schiff                           | Kanonen                          | Kommandant                       | Verluste                         | Verluste                         | Verluste                         | Anmerkungen                      |
| Schiff                           | Kanonen                          | Kommandant                       | getötet                          | verwundet                        | Insgesamt                        | Anmerkungen                      |
| -------------------------------- | -------------------------------- | -------------------------------- | -------------------------------- | -------------------------------- | -------------------------------- | -------------------------------- |
| Namur                            | 90                               | Mathew Buckle                    | 13                               | 41                               | 53                               | Flottenflaggschiff               |
| Newark                           | 80                               | William Holburne                 | 0                                | 5                                | 5                                |                                  |
| Culloden                         | 74                               | Smith Callis                     | 4                                | 15                               | 19                               |                                  |
| Warspite                         | 74                               | John Bentley                     | 11                               | 40                               | 51                               |                                  |
| Conqueror                        | 68                               | William Lloyd                    | 2                                | 6                                | 8                                |                                  |
| Swiftsure                        | 68                               | Thomas Stanhope                  | 5                                | 32                               | 37                               |                                  |
| America                          | 60                               | James Kirk                       | 3                                | 16                               | 19                               |                                  |
| Intrepid                         | 60                               | Edward Pratten                   | 6                                | 10                               | 16                               |                                  |
| Saint Albans                     | 60                               | Edward Vernon                    | 6                                | 2                                | 8                                |                                  |
| Portland                         | 50                               | Marriot Arbuthnot                | 6                                | 12                               | 18                               |                                  |
| Guernsey                         | 50                               | Mark Milbanke                    | 0                                | 14                               | 14                               |                                  |
| Nicht direkt beteiligt           |                                  |                                  |                                  |                                  |                                  |                                  |
| Prince                           | 90                               | Joseph Peyton                    |                                  |                                  |                                  |                                  |
| Edgar                            | 60                               | Francis William Drake            |                                  |                                  |                                  |                                  |
| Princess Louisa                  | 60                               | Robert Harland                   |                                  |                                  |                                  |                                  |
| Jersey                           | 60                               | John Barker                      |                                  |                                  |                                  |                                  |
| Lyme                             | 28                               | James Baker                      |                                  |                                  |                                  | Fregatte                         |
| Gibraltar                        | 20                               | William McCleverty               |                                  |                                  |                                  |                                  |
| Gramont                          | 18                               | William Bennett                  |                                  |                                  |                                  |                                  |

### Frankreich
| Admiral Jean-François de La Clue-Sabran’s Flotte | Admiral Jean-François de La Clue-Sabran’s Flotte | Admiral Jean-François de La Clue-Sabran’s Flotte | Admiral Jean-François de La Clue-Sabran’s Flotte | Admiral Jean-François de La Clue-Sabran’s Flotte | Admiral Jean-François de La Clue-Sabran’s Flotte | Admiral Jean-François de La Clue-Sabran’s Flotte     |
| Schiff                                           | Kanonen                                          | Kommandant                                       | Verluste                                         | Verluste                                         | Verluste                                         | Anmerkungen                                          |
| Schiff                                           | Kanonen                                          | Kommandant                                       | getötet                                          | verwundet                                        | Insgesamt                                        | Anmerkungen                                          |
| ------------------------------------------------ | ------------------------------------------------ | ------------------------------------------------ | ------------------------------------------------ | ------------------------------------------------ | ------------------------------------------------ | ---------------------------------------------------- |
| Océan                                            | 80                                               | Carné                                            |                                                  |                                                  |                                                  | Flottenflaggschiff, auf Grund gelaufen und verbrannt |
| Téméraire                                        | 74                                               | d’Herville                                       |                                                  |                                                  |                                                  | gekapert                                             |
| Centaure                                         | 74                                               | Joseph de Sabran                                 |                                                  |                                                  |                                                  | gekapert, 200 Gefangene                              |
| Redoutable                                       | 74                                               | Paul-Hippolyte de Beauvilliers                   |                                                  |                                                  |                                                  | gesunken                                             |
| Souverain                                        | 74                                               | Joseph de Brunet de Castelpers                   |                                                  |                                                  |                                                  |                                                      |
| Guerrier                                         | 74                                               | Henri II de Rochemore                            |                                                  |                                                  |                                                  |                                                      |
| Modeste                                          | 64                                               | Dulac de Montvert                                |                                                  |                                                  |                                                  | gekapert                                             |
| Vor dem Gefecht nach Cádiz entkommen             |                                                  |                                                  |                                                  |                                                  |                                                  |                                                      |
| Triton                                           | 64                                               |                                                  |                                                  |                                                  |                                                  |                                                      |
| Lion                                             | 64                                               |                                                  |                                                  |                                                  |                                                  |                                                      |
| Fantasque                                        | 64                                               |                                                  |                                                  |                                                  |                                                  |                                                      |
| Fier                                             | 50                                               |                                                  |                                                  |                                                  |                                                  |                                                      |
| Oriflamme                                        | 50                                               |                                                  |                                                  |                                                  |                                                  |                                                      |
| Chimère                                          | 32                                               |                                                  |                                                  |                                                  |                                                  | Fregatte                                             |
| Minerve                                          | 30                                               |                                                  |                                                  |                                                  |                                                  | Fregatte                                             |
| Gracieuse                                        | 24                                               |                                                  |                                                  |                                                  |                                                  | Fregatte                                             |